# IC 1320
IC 1320 — галактика типу Sb (компактна витягнута галактика) у сузір'ї Дельфін.
Цей об'єкт міститься в оригінальній редакції індексного каталогу.